# Diakonische Arbeitsgemeinschaft evangelischer Kirchen
Die Diakonische Arbeitsgemeinschaft evangelischer Kirchen ist ein Gremium  zur Zusammenarbeit der Diakonie mit den im Evangelischen Werk für Diakonie und Entwicklung zusammengeschlossenen altkonfessionellen Kirchen und Freikirchen.

## Geschichte
Am 12. November 1952 wurde die Grundlage der diakonischen Zusammenarbeit zunächst zwischen dem Evangelischen Hilfswerk der EKD und dem Zentralausschuss der Vereinigung evangelischer Freikirchen geschaffen. Durch die Gründung des Ökumenischen Rates der Kirchen auf Weltebene und der Arbeitsgemeinschaft christlicher Kirchen in Deutschland wurden verbindliche Strukturen der Zusammenarbeit gefunden und stetig ausgebaut. Diese Arbeitsgemeinschaft wurde 1984 zu einem nicht rechtsfähigen Verein im Diakonischen Werk der EKD. Im Jahr 1991 erfolgte die Vereinigung mit der Diakonischen Arbeitsgemeinschaft evangelischer Freikirchen in der DDR.

## Aufgabe
Die Diakonische Arbeitsgemeinschaft hat sich zur Aufgabe gemacht gemeinsame diakonische Aufgaben unter den Mitgliedern abzustimmen und zu koordinieren.

## Mitglieder
- Arbeitsgemeinschaft Mennonitischer Gemeinden in Deutschland KdöR
- Bund Evangelisch-Freikirchlicher Gemeinden in Deutschland KdöR
- Bund Freier evangelischer Gemeinden in Deutschland KdöR
- Evangelisches Werk für Diakonie und Entwicklung
- Evangelisch-altreformierte Kirche in Niedersachsen KdöR
- Evangelische Brüder-Unität, Herrnhuter Brüdergemeine KdöR
- Evangelisch-methodistische Kirche in Deutschland KdöR
- Die Heilsarmee in Deutschland, Religionsgemeinschaft KdöR
- Katholisches Bistum der Alt-Katholiken in Deutschland KdöR
- Selbständige Evangelisch-Lutherische Kirche KdöR
- Verband freikirchlicher Diakoniewerke
- Vereinigung evangelischer Freikirchen

## Struktur
Vorsitzender ist Emmanuel Brandt. Die Geschäftsführerin ist Gyburg Beschnidt.